# Piotr Kozłowski (ur. 1961)
Piotr Kozłowski (ur. 25 czerwca 1961 w Miliczu) – polski polityk, przedsiębiorca, technik budowy dróg, poseł na Sejm IV kadencji.

## Życiorys

### Wykształcenie i praca zawodowa
W 1982 ukończył Policealne Studium Zawodowe. W latach 1982–1987 pracował jako dyżurny ruchu w PKP, a następnie – do 1989 – jako specjalista ds. budowy i modernizacji dróg w urzędzie gminy. W 1989 założył własną firmę transportowo-handlową, którą prowadził z przerwą do 2001. W okresie 1998–2001 zasiadał w radzie gminy Cieszków. Kierował Klubem Inicjatyw Samorządowych.
W 2001 został prezesem Stowarzyszenia Podmiotów Gospodarczych Branży Motoryzacyjnej. W tym samym roku stanął na czele protestu importerów samochodów (tzw. laweciarzy) blokujących przejścia graniczne z Niemcami w Jędrzychowicach w sprzeciwie wobec wprowadzonego przez rząd Jerzego Buzka zakazu sprowadzania do Polski uszkodzonych i zniszczonych pojazdów.
W 2007 powrócił do prowadzenia działalności gospodarczej.

### Działalność polityczna
W wyborach we wrześniu 2001 został posłem IV kadencji, wybranym z pierwszego miejsca na liście Samoobrony RP w okręgu wrocławskim (otrzymał 10 920 głosów). Tuż po wyborach wstąpił do tej partii i zasiadł w jej władzach wojewódzkich. Pracował w Komisji Infrastruktury, Komisji Gospodarki, Komisji Nadzwyczajnej ds. informatyzacji oraz trzynastu podkomisjach.
W wyborach do Sejmu w 2005 bezskutecznie ubiegał się o reelekcję (uzyskał 3851 głosów), a rok później o mandat radnego sejmiku dolnośląskiego. W latach 2006–2007 kierował gabinetem politycznym Andrzeja Aumillera, ministra budownictwa w rządzie Jarosława Kaczyńskiego. W 2007 odszedł z Samoobrony RP.
W wyborach samorządowych w 2010 został wybrany do rady gminy Cieszków z własnego komitetu wyborczego wyborców. W wyborach w 2014 bez powodzenia kandydował z własnego komitetu na wójta gminy Cieszków oraz z ramienia komitetu Dariusza Stasiaka – Dolny Śląsk XXI do rady powiatu milickiego.

## Życie prywatne
Jest żonaty, ma jedno dziecko.